# Малево (Зарічанське лісництво, квартал 7)
Малево — заповідне урочище місцевого значення. Об'єкт розташований на території Надвінянського району Івано-Франківської області, Зарічанське лісництво, квартал 7, виділи 9, 10.
Площа — 14,7000 га, статус отриманий у 1993 році.